# فولاد زنگ‌نزن
در مهندسی مواد و متالورژی، فولاد زنگ‌نزن یا استنلس استیل، (به انگلیسی: Stainless Steel) که Inox نیز خوانده می‌شود، آلیاژی از فولاد می‌باشد، که اصلی‌ترین عناصر تشکیل‌دهنده آن آهن، کروم و نیکل است که حداقل درصد جرمی کروم در آن ۱۰٫۵ درصد و حداکثر درصد جرمی کربن آن ۱٫۲ درصد می‌باشد. فولاد ۳۰۴ با ۱۸٪ کروم و فولاد ۳۱۶ با ۱۶٪ کروم و ۱۰٪ نیکل از پرکاربردترین فولادهای زنگ‌نزن هستند.

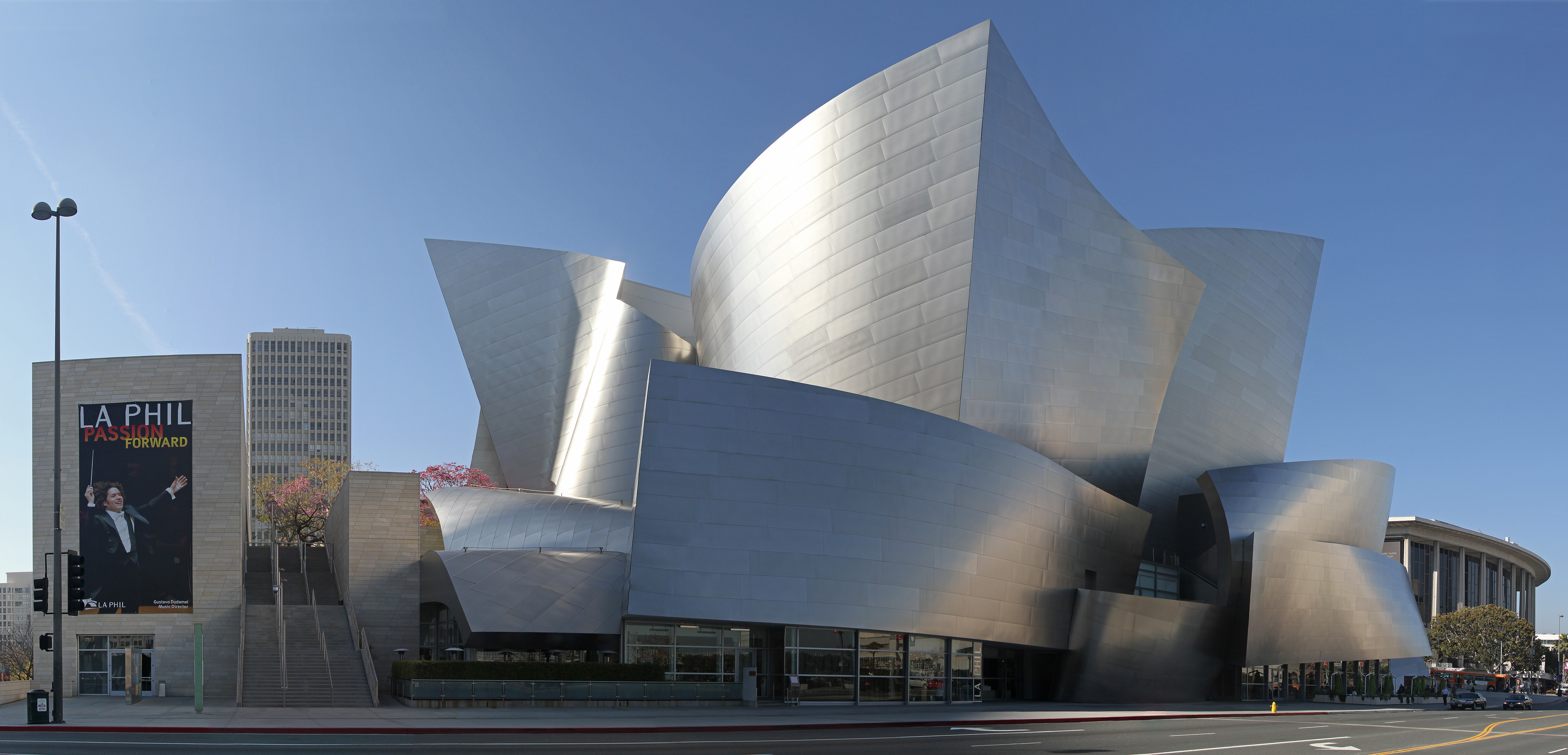
تالار کنسرت والت دیزنی در لس آنجلس کالیفرنیا که با فولاد زنگ‌نزن ساخته شده‌است.

فولادهای زنگ‌نزن به دلیل ویژگی غیرفعال شدن خود می‌توانند مقاومت بسیار بالایی دربرابر خوردگی از خود نشان دهند. این فولادها به دلیل شکل گرفتن یک لایه غیرفعال بر روی سطح‌شان که به شدت به ماده زیرین پیوند خورده‌است و از تماس بیشتر ماده به محیط اطراف جلوگیری می‌کند، چنین ویژگی‌ای دارند. برای اینکه این پدیده غیرفعال‌سازی به‌طور پایدار در فولاد اتفاق بیفتد نیاز است که حداقل ۱۰٫۵% از ماده را کروم تشکیل دهد. با داشتن چنین سطحی از کروم حتی اگر خراشی بر روی سطح فولاد ایجاد شود و این لایه از میان برود فولاد می‌تواند خودش را ترمیم کند و اگر گرید به درستی برای محیط کاری انتخاب شده باشد این لایه غیرفعال دوباره شکل می‌گیرد. در غیراین‌صورت شکست غیرفعالی رخ می‌دهد و فولاد زنگ‌نزن، زنگ‌زده و خورده می‌شود.
فولادهای زنگ‌نزن به خاطر مقاومت دربرابر خوردگی خود بسیار مورد توجه هستند که این ویژگی با افزایش میزان کروم افزایش می‌یابد. افزودن عنصر مولیبدن باعث افزایش مقاومت به خوردگی فولادهای زنگ‌نزن در مقابل اسیدهای کاهنده و دربرابر خوردگی در محلول‌های کلرایدی می‌شود. به همین دلیل، انواع مختلفی از فولاد زنگ‌نزن با میزان مختلف کروم و مولیبدن برای مطابقت با محیطی که آلیاژ باید تحمل کند وجود دارد. مقاومت فولاد زنگ‌نزن به خوردگی و زنگ‌زدگی، نیاز به نگهداری کم و درخشش بالا، آن را تبدیل به یک ماده ایدئال برای بسیاری از کاربردها که در آن هم نیاز به استحکام بالا و هم نیاز به مقاومت به خوردگی بالا است کرده‌است.

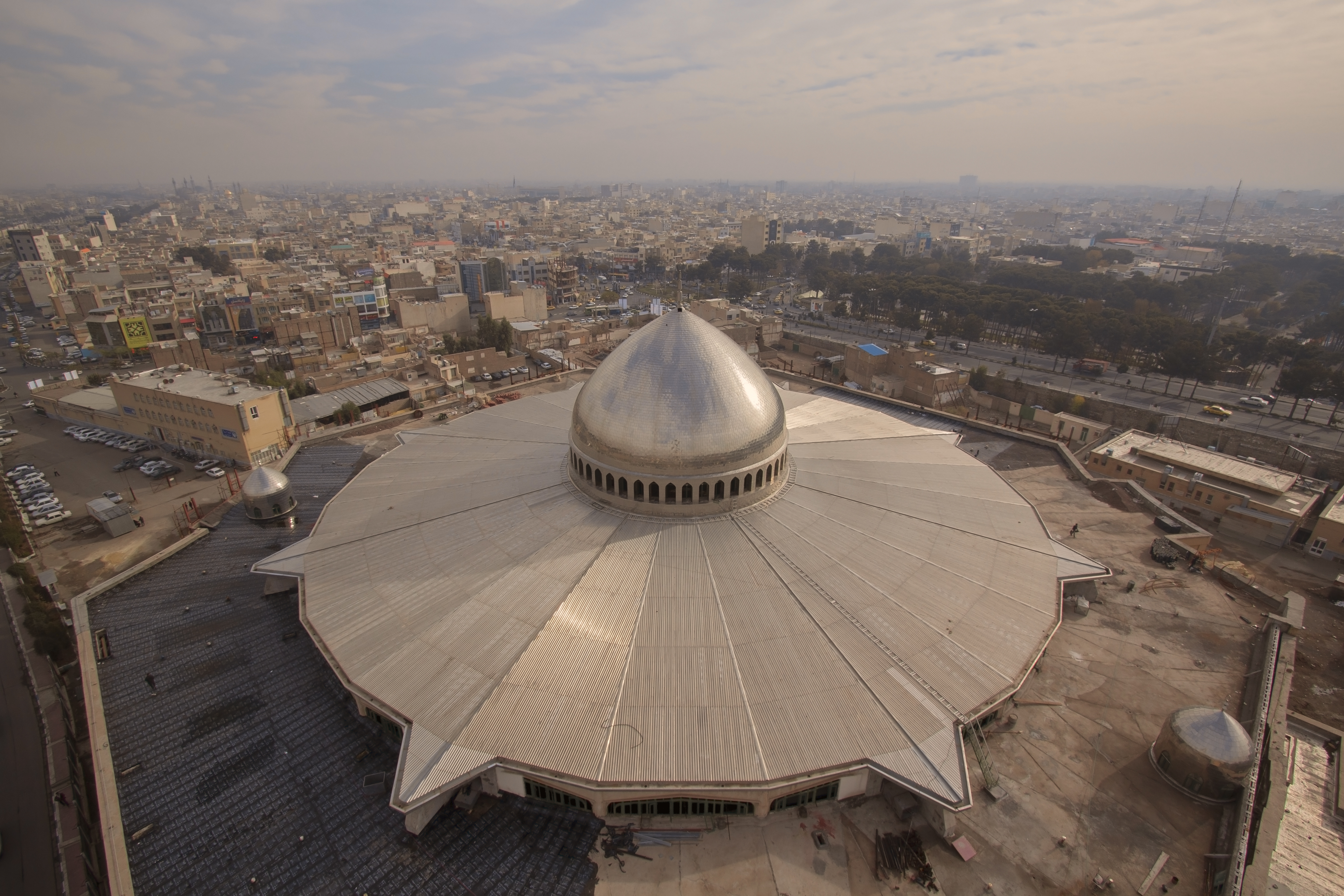
گنبد مصلی قدس در شهر قم از فولاد زنگ‌نزن ساخته شده‌است تا دربرابر زنگ‌زدگی در شرایط مختلف آب‌وهوایی مقاوم باشد.

فولاد زنگ‌نزن به شکل ورق، صفحه، میله، سیم و لوله ساخته می‌شود و در وسایل آشپزخانه، کارد و چنگال، ابزارهای جراحی، لوازم خانگی بزرگ؛ مصالح ساختمانی، تجهیزات صنعتی (برای مثال در کارخانجات کاغذسازی، کارخانه‌های شیمیایی، تصفیه خانه آب)؛ و مخازن ذخیره آب و مخازن مواد شیمیایی و محصولات غذایی (به عنوان مثال، تانکرهای مواد شیمیایی و تانکرهای کامیونی) استفاده گردد.
مقاومت خوب دربرابر خوردگی، راحتی تمیز و استریل نمودن با بخار و عدم نیاز به پوشش دادن سطحی، استفاده از فولاد زنگ‌نزن را در آشپزخانه‌های تجاری و صنعتی متداول کرده‌است.
ارزش بازار جهانی فولاد زنگ‌نزن در سال ۲۰۱۹ معادل ۱۱۱٫۴ میلیارد دلار ارزیابی شده و پیش‌بینی می‌شود تا سال ۲۰۲۷ با ۶٫۳٪ نرخ رشد مرکب سالانه این مقدار به ۱۸۲٫۱ میلیارد دلار برسد. چین بزرگ‌ترین تولیدکننده و مصرف‌کننده محصولات فولاد زنگ‌نزن در سطح جهان است که دلیل آن صنایع روبه‌رشدی مانند خودرو، ساخت‌وساز و کالاهای مصرفی است. شرکت‌های اصلی تولیدکننده فولاد زنگ‌نزن در جهان عبارتند از: آسرینوکس، اپیرام، آرسلور میتال، بائواستیل، جیندال استیل، نیپون استیل، اوتوکومپو، پوسکو، تیسن‌کروپ استینلس و یی یونایتد استیل کورپ.

## تاریخچه
اختراع فولاد زنگ‌نزن در پی اکتشافات مختلفی اتفاق افتاد. نخستین واقعه معرفی عنصر کروم توسط لویی-نیکولاس ووکلین به آکادمی فرانسه در سال ۱۷۸۹ بود. در اوایل دهه ۱۸۰۰، جیمز استودارت، مایکل فارادی و رابرت مالت مقاومت آلیاژهای آهن-کروم ("فولادهای کرومی") را دربرابر عوامل اکسیدکننده مشاهده کردند. رابرت بونسن مقاومت کروم دربرابر اسیدهای قوی را کشف کرد. مقاومت دربرابر خوردگی آلیاژهای آهن-کروم احتمالاً نخستین بار در سال ۱۸۲۱ توسط پیر برتیر، که مقاومت آن‌ها را دربرابر حمله برخی از اسیدها نشان داد و استفاده از آن‌ها را در کارد و چنگال پیشنهاد کرد، تشخیص داده شد.
در دهه ۱۸۴۰، هم فولادسازان شفیلد بریتانیا و هم فولادسازان کروپ آلمان در حال تولید فولاد کرومی (که به دلیل درصد کم کروم و درصد بالای کربن آن خاصیت مقاومت در برابر زنگ زدگی نداشت) بودند و کروپ این گروه از فولادهای کرومی را در دهه ۱۸۵۰ برای ساخت توپ‌های جنگی استفاده می‌کرد. در سال ۱۸۶۱، رابرت فارستر موشه حق ثبت اختراع فولاد کرومی را اخذ کرد.
در اواخر دهه ۱۸۹۰، شیمی‌دان آلمانی هانس گلدشمیت فرایند آلومینوترمی (ترمیت) را برای تولید کروم عاری از کربن توسعه داد. میان سال‌های ۱۹۰۴ و ۱۹۱۱، چندین محقق، به ویژه لئون گیلت از فرانسه، آلیاژهایی ایجاد کردند که امروزه می‌توان آنها را فولاد زنگ‌نزن به حساب آورد.
در سال ۱۹۰۸، فردریش کروپ ژرمنیاوفت قایق بادبانی ۳۶۶ تنی هاف مون را که دارای یک بدنه فولادی کروم-نیکلی بود، در آلمان ساخت. در سال ۱۹۱۱، فیلیپ مونارتز در مورد رابطه میان درصد کروم و مقاومت در برابر خوردگی گزارشی ارائه داد. در ۱۷ اکتبر ۱۹۱۲، مهندسان کروپ، بنو اشتراوس و ادوارد ماورر، فولاد زنگ‌نزن آستنیتی را به عنوان Nirosta ثبت اختراع کردند. همزمان در این سال‌ها تحولات مشابهی در ایالات متحده اتفاق می‌افتاد، جایی که کریستین دانتزیزن و فردریک بکت در حال تولید فولاد زنگ‌نزن فریتی بودند. در سال ۱۹۱۲، الوود هاینز درخواست ثبت اختراع ایالات متحده در مورد آلیاژ فولاد زنگ‌نزن مارتنزیتی را که تا سال ۱۹۱۹ به وی اعطا نشده بود، داد.
هری بریرلی از آزمایشگاه پژوهشی Brown-Firth در شفیلد انگلیس، در سال ۱۹۱۲ در پی کشف آلیاژی مقاوم دربرابر خوردگی برای لوله‌های اسلحه، آلیاژ فولاد زنگ‌نزن مارتنزیتی را کشف و سپس صنعتی کرد. این کشف دو سال بعد در مقاله روزنامه ژانویه ۱۹۱۵ در نیویورک تایمز اعلام شد.
چندین سال بعد این فلز با مارک "Staybrite" توسط فیرث ویکرز در انگلیس به بازار عرضه شد و در سال ۱۹۲۹ برای سایبان ورودی جدید هتل ساووی لندن استفاده شد.
برخی از پیشرفت‌های عمده فناوری در دهه ۱۹۵۰ و ۱۹۶۰ که اجازه تولید تناژهای بالا با هزینه مقرون به‌صرفه را داد، عبارتند از:
- فرایند AOD (کربن‌زدایی اکسیژن آرگون)، برای حذف کربن و گوگرد
- ریخته‌گری پیوسته و نورد تسمه گرم[۱۵]
- Z-Mill یا نورد سرد سندزیمیر.[۱۶][۱۷]

## انواع فولادهای زنگ‌نزن

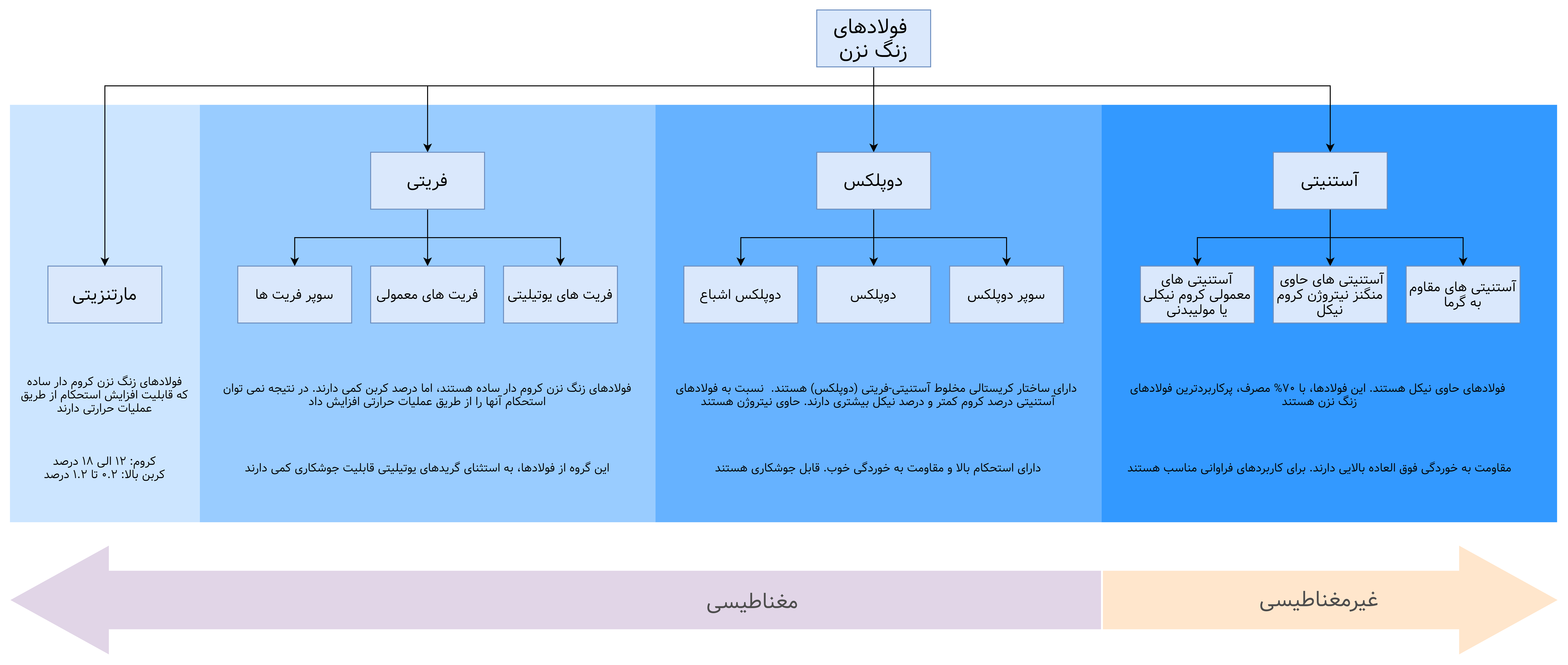
دسته‌بندی انواع فولادهای زنگ‌نزن

پنج دسته اصلی از فولادهای زنگ‌نزن وجود دارد که عمدتاً توسط ساختار کریستالی (بلورین) آن‌ها طبقه‌بندی می‌شوند:

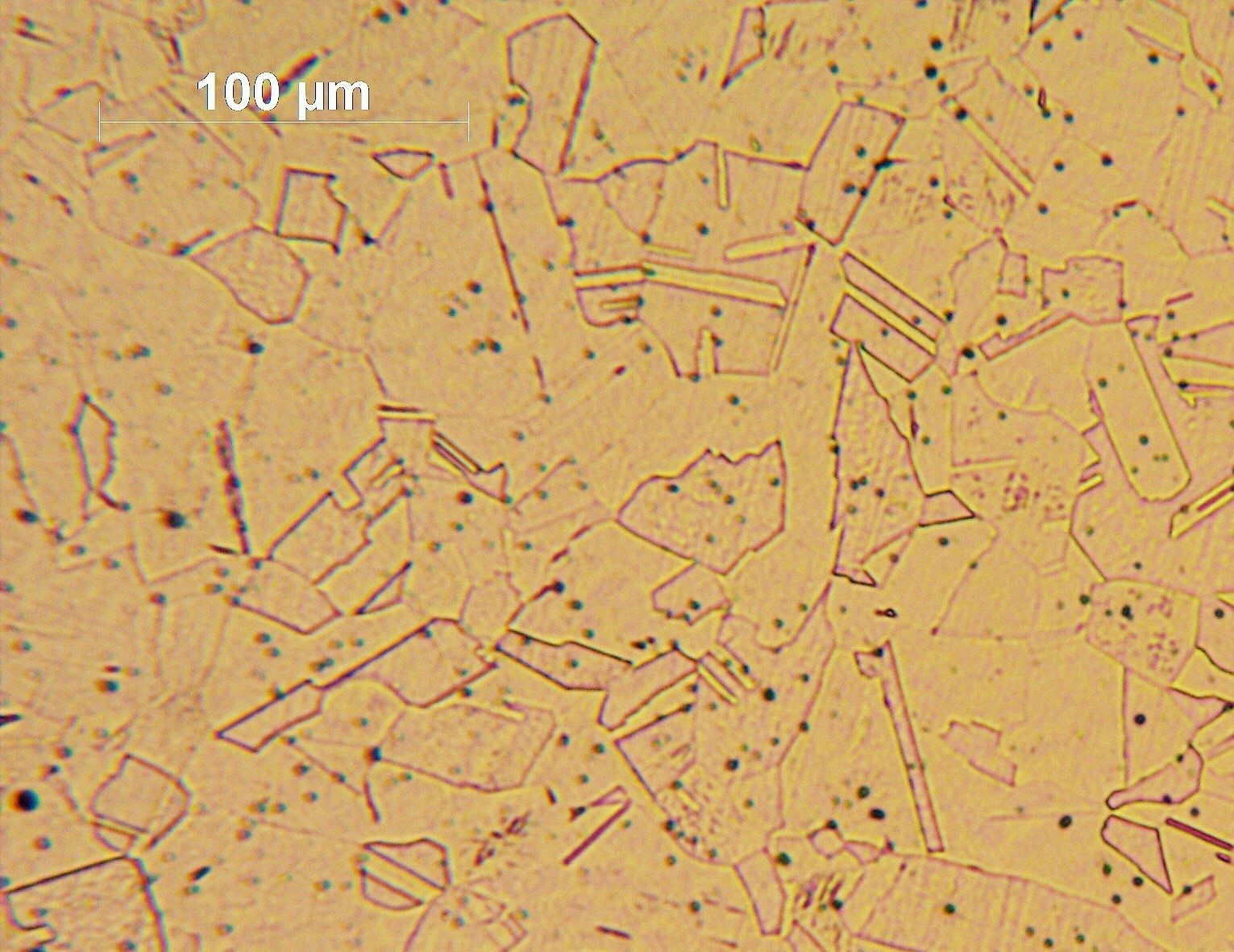
ساختار آستنیتی فولاد زنگ‌نزن AISI 304

### فولادهای زنگ‌نزن آستنیتی
فولاد زنگ‌نزن آستنیتی (Austenitic) بزرگ‌ترین خانواده از فولاد زنگ‌نزن است، که حدود دو سوم از تولید فولاد ضدزنگ را به خود اختصاص می‌دهد. این فولادها دارای یک ریزساختار آستنیتی هستند که ساختار کریستال مکعبی وسط-وجهی (Face-Centered) دارند. این ریزساختار با آلیاژ کردن با نیکل یا منگنز و نیتروژن کافی برای حفظ ریزساختار آستنیتی در همه دماها از ناحیهٔ کرایوژنیک تا نقطه ذوب حاصل می‌شود. از این رو فولاد زنگ‌نزن آستنیتی قابل سختکاری از طریق عملیات حرارتی نیست چرا که در همه دماها دارای یک گونه ریزساختار یکسان است.
فولادهای زنگ‌نزن آستنیتی را می‌توان به دو زیرگروه سری ۲۰۰ و سری ۳۰۰ نیز تقسیم کرد:

#### سری ۲۰۰
نزدیک به ۵۰ سال است که تلاش‌هایی برای جایگزینی نیکل موجود در فولادهای زنگ‌نزن آستنیتی با منگنز صورت می‌گیرد. هدف این است که نوسانات قیمت نیکل بر روی قیمت نهایی فولاد زنگ‌نزن از میان برده شود. نتیجه این تلاش‌ها فولادهای زنگ‌نزن سری ۲۰۰ بوده‌است. این سری از فولادها دارای نیتروژن اضافی هستند تا فاز آستنیتی را پایدارتر کرده و بتوان خواص استحکام بالای مورد نیاز برخی کاربردها را تأمین کرد. از مس نیز برای افزایش پایداری فاز آستنیتی و همچنین افزایش خواص کارسرد در این سری فولادها استفاده می‌گردد.
استفاده از نیتروژن باعث شده که استحکام تسلیم سری ۲۰۰ نسبت به سری ۳۰۰ نزدیک به ۵۰٪ بیشتر باشد اما از طرفی به دلیل میزان نیکل کمتر مقاومت به خوردگی بالایی ندارند. استفاده از این فولادها در اروپا و آمریکای شمالی تا انتهای قرن اخیر بسیار محدود بوده‌است.

#### سری ۳۰۰
فولادهای زنگ‌نزن سری ۳۰۰ فولادهای آلیاژ کروم-نیکل هستند، که تقریباً همه ریزساختار آستنیتی آن به دلیل وجود نیکل می‌باشد. در برخی گریدهای آلیاژ بالا برای کاهش میزان نیکل مورد نیاز از نیتروژن استفاده می‌شود. فولادهای سری ۳۰۰ بزرگ‌ترین گروه و پرکاربردترین فولادهای زنگ‌نزن مورد استفاده هستند. معروف‌ترین گرید آن فولاد زنگ‌نزن ۳۰۴ است که با نام فولاد ۱۸/۸ یا ۱۸/۱۰ نیز شناخته می‌شود که در آن ۱۸٪ کروم و ۸ یا ۱۰٪ نیکل استفاده می‌شود. دومین فولاد زنگ‌نزن آستنیتی پرکاربرد فولاد ۳۱۶ می‌باشد. افزودن ۲٪ مولیبدن به آن باعث شده که این فولاد مقاومت به خوردگی دربرابر اسید و مقاومت به خوردگی ناحیه‌ای توسط یون‌های کلر بیشتری از خود نشان دهد.

### فولادهای زنگ‌نزن آهنی (Ferritic)
فولاد زنگ‌نزن آهنی دارای یک ریزساختار فریتی مانند فولاد کربنی است که یک ساختار کریستالی مکعبی مرکز-بدنی (body-centered cubic) محسوب می‌شود و دارای ۱۰٫۵ تا ۲۷ درصد کروم و مقدار بسیار کمی نیکل یا بدون نیکل است. این ریزساختار به علت اضافه شدن کروم، در همه درجه حرارت‌ها وجود دارد و مانند فولاد ضدزنگ آستنیتی با عملیات حرارتی سخت‌کاری نمی‌شود. مانند فولاد ضدزنگ آستنیتی آن‌ها را نیز با کار سرد نمی‌توان تقویت کرد. این فولادها مانند فولاد کربنی مغناطیسی هستند.
فولادهای زنگ‌نزن فریتی معمولاً خود به ۴ زیر-خانواده طبقه‌بندی می‌شوند:
- گروه ۱ که دارای ۱۰ تا ۱۴ درصد کروم و عدد معادل مقاومت به حفره دار شدن (PREN, Pitting resistance Equivalent Number = %Cr + 3.3 %Mo+16 %N) حدود ۱۰ است، در شرایط غیر سخت یا زمانی که مقداری خوردگی سطحی قابل قبول است استفاده می‌شود. گریدهای معمول (EN 1.4003) AISI 403 و AISI 409Cb (EN A/4601) است که در لوله‌های اگزوز خودروها استفاده می‌شود.
- گروه ۲ که دارای ۱۴ تا ۱۸ درصد کروم و با عدد PREN حدود ۱۶ است. معروف‌ترین گرید آن AISI 430 (EN 1.4017) است. این گرید برای جوشکاری مناسب نیست، زیرا رشد دانه در منطقه آسیب دیده حرارتی (HAZ) جوش موجب شکنندگی می‌شود.
- گروه ۳ بسیار شبیه به گروه ۲ است، اما افزودن Nb, Ti و/یا Zr در مقادیر کم، ته‌نشینی کاربید را افزایش می‌دهد که به نوبه خود سبب جلوگیری از رشد دانه‌ها و شکنندگی جوش‌ها می‌شود؛ بنابراین آن‌ها بدون هیچ مشکل خاصی قابل جوشکاری هستند.
- گروه ۴ گریدهای این گروه را می‌توان «فوق آهنی» نامید که دارای مقادیر بیشتری Mo، و/یا Cr می‌باشد. عدد PREN آن‌ها بالای ۱۸ است، که آن‌ها را برابر یا بهتر از (EN 1.4301) AISI 304 می‌کند. شناخته شده‌ترین گرید این خانواده AISI 434 و ۴۴۴ (به ترتیب EN 1.4113 و EN 1.4521) است.

گریدهای با مقاومت الکتریکی بالا Fri-Cr-Al شامل این گروه‌ها نمی‌شود، زیرا آن‌ها را برای مقاومت دربرابر اکسید شدن در دمای بالا طراحی کرده‌اند. 

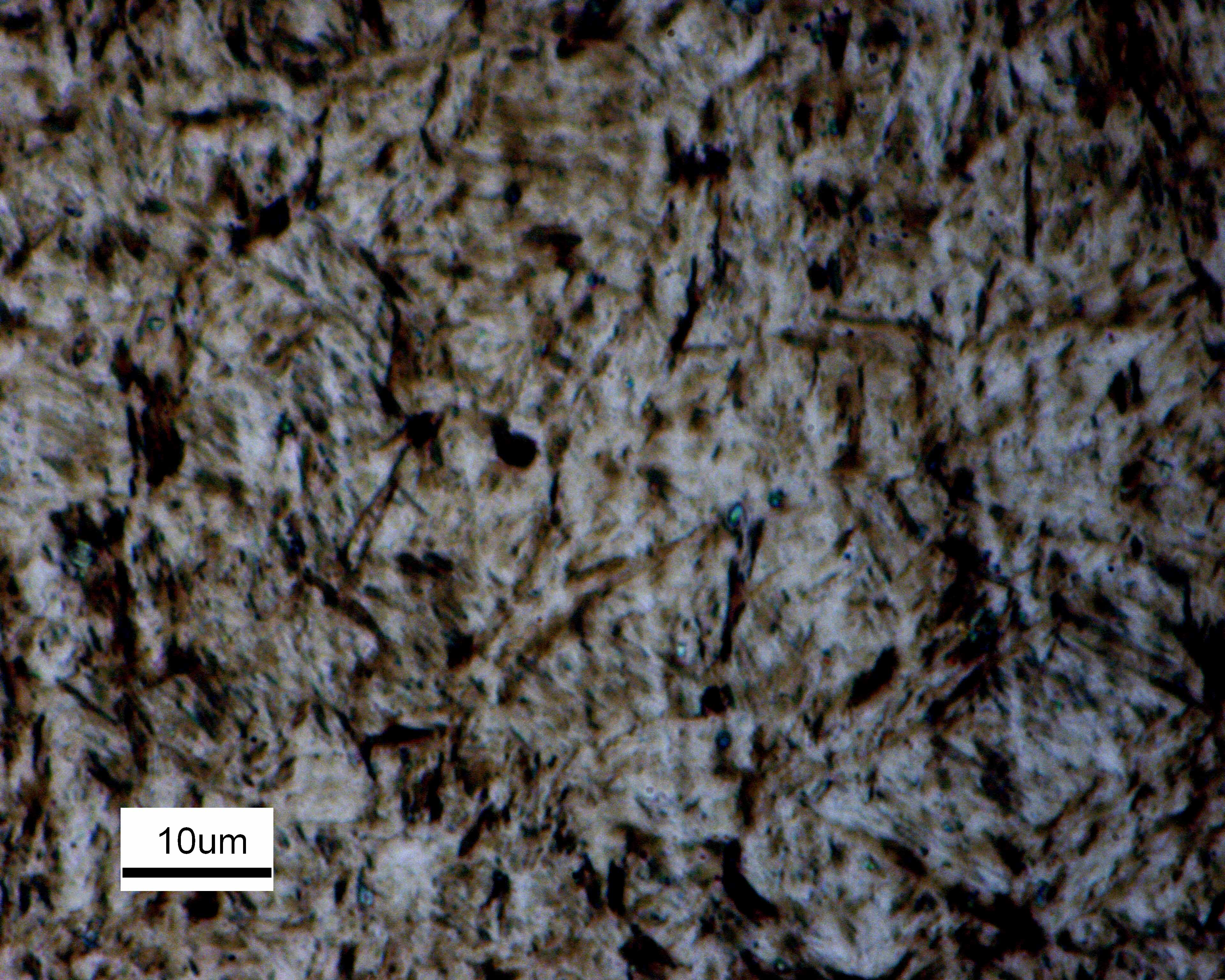
ساختار مارتنزیتی فولاد AISI 4140

### فولاد زنگ‌نزن مارتنزیتی
فولاد زنگ‌نزن مارتنزیتی طیف وسیعی از خواص را ارائه می‌دهد و به عنوان فولاد زنگ‌نزن مهندسی، فولاد زنگ‌نزن ابزاری و فولاد مقاوم دربرابر خزش استفاده می‌شود.
آن‌ها به ۴ دسته تقسیم می‌شوند (با مقداری همپوشانی):
- گریدهای آهن-کروم-کربن: این دسته نخستین گرید استفاده شده بودند و هنوز هم به‌طور گسترده در کاربردهای مهندسی و مقاوم دربرابر سایش استفاده می‌شوند.
- گریدهای آهن-کروم-نیکل-کربن: در این گریدها، مقداری از کربن با نیکل جایگزین شده‌است. این دسته دارای سختی و مقاومت به خوردگی بالاتری هستند.
- گریدهای پیرسخت‌کاری شونده: گرید EN 1.4542 (که با نام PH 17-4 نیز شناخته می‌شود)، شناخته شده‌ترین گرید، قابلیت سخت شدن مارتنزیتی و پیرسخت‌کاری را هردو باهم دارد. این فولاد می‌تواند استحکام بالا و چقرمگی خوب را به دست آورد و در صنایع هوافضا و دیگر صنایع کاربرد دارد.
- گرید مقاوم دربرابر خزش: افزودن مقدار کمی کبالت، بور، وانادیم و نایوبیم استحکام و مقاومت خزش را تا حدود ۶۵۰ درجه سلسیوس افزایش می‌دهد.

### فولاد زنگ‌نزن دوپلکس
فولاد زنگ‌نزن دوپلکس دارای میکرو ساختار ترکیبی آستنیتی و فریتی است که هدف آن معمولاً تولید ترکیب ۵۰/۵۰ است، اگر چه در آلیاژهای تجاری این نسبت می‌تواند ۴۰/۶۰ باشد. آن‌ها با کروم بالا (۱۹–۳۲ درصد) و مولیبدن (تا ۵ درصد) و درصد نیکل پایین‌تر از فولاد ضدزنگ آستنیتی مشخص می‌شوند. فولاد ضدزنگ دوپلکس در مقایسه با فولاد ضدزنگ آستنیتی تقریباً دو برابر استحکام دارد. میکرو ساختار ترکیبی آن‌ها مقاومت به ترک ناشی از خوردگی توسط کلراید بیشتری نسبت به فولاد ضدزنگ آستنیتی گونه ۳۰۴ و ۳۱۶ فراهم می‌کند. خواص فولاد زنگ‌نزن دوپلکس با مقادیر آلیاژ پایین‌تر از مقادیر فولادهای گرید فوق-آستنیتی با خواص آن مشابه است و استفاده از آن برای بسیاری از کاربردهای مهندسی مقرون به صرفه‌تر است. گریدهای فولاد دوپلکس بر اساس مقدار آلیاژ و مقاومت به خوردگی آن‌ها در گروه‌های مختلفی تقسیم‌بندی می‌شوند.

### فولادهای زنگ‌نزن رسوب سخت شونده
فولادهای زنگ‌نزن رسوب سخت شونده مقاومت به خوردگی در حدود فولادهای آستنیتی دارند، اما می‌توان آن‌ها را توسط فرایند سخت‌کاری رسوبی (که سخت‌کاری سنی یا سخت‌کاری ذره ای نیز نامیده می‌شود) سخت‌کاری کرد. معروف‌ترین گرید آن PH 17-4 است که تقریباً ۱۷ درصد کروم و ۴ درصد نیکل دارد.

## کاربرد فولادهای زنگ‌نزن

### فولادهای زنگ‌نزن آستنیتی

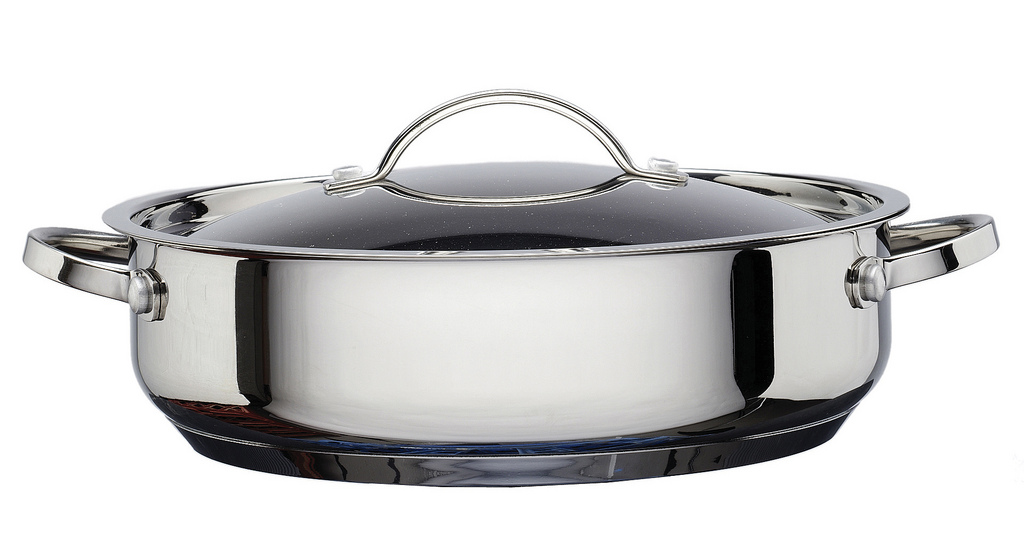
راحتی تمیزکاری، زیبایی، مقاومت به زنگ‌زدگی و بسیاری خواص دیگر استفاده از فولادهای زنگ‌نزن را در ساخت وسایل آشپزخانه محبوب کرده‌است.

اصلی‌ترین کاربرد آن‌ها در مخازن ذخیره مواد غذایی و بهداشتی و بیمارستانی می‌باشد. همچنین این دسته از فولادهای زنگ‌نزن ماده استاندارد در ساخت تجهیزات شیمیایی و قاشق و چنگال و لوازم آشپزخانه می‌باشد.
- ۳۰۴ و 304L: فولاد ۳۰۴ متداول‌ترین فولاد زنگ‌نزن مورد استفاده است.[۲۱] از این فولاد برای کاربردهای خانگی و صنعتی مانند تجهیزات حمل مواد غذایی و فرآوری مواد غذایی، پیچ‌ها، اجزا و قطعات ماشین‌آلات استفاده می‌شود. مقاومت خوب دربرابر خوردگی اتمسفریک و زنگ‌زدگی از ویژگی‌های این فولاد است.[۲۲] گونه کم کربن این فولاد یعنی 304L در حالت بیشینه تنها دارای ۰٫۰۳٪ کربن است که باعث می‌شود از حساس شدن فولاد (رسوب کاربید در مرزِ دانه‌ها) در هنگام جوشکاری جلوگیری گردد و به همین دلیل اگر نیاز به جوشکاری باشد باید از گونه 304L استفاده گردد.[۲۱]

- ۳۲۱ و ۳۴۷: می‌توان از آن‌ها در جاهایی استفاده کرد که عملیات حرارتی محلول پس از انجام جوشکاری امکان‌پذیر نیست، مانند لوله‌های اصلی بخار، لوله‌های سوپرهیترهای بخار و سامانه‌های تخلیه دود موتورهای پیستونی و توربین‌های گاز که در دماهای کاری میان ۴۲۵ تا ۸۵۰ درجه سلسیوس کار می‌کنند.[۲۲]
- ۳۰۴H: گونه‌ای از فولاد ۳۰۴ است که مقاومت به خزش بالایی دارد و حداقل میزان کربن آن برای دماهای کاری تا ۸۰۰ درجه سلسیوس هوای خشک تنظیم و استانداردسازی شده‌است.[۲۲]
- ۴۸۲۸: برای دماهای کاری ۹۵۰ تا ۱۰۰۰ درجه سلسیوس هوای خشک استفاده می‌شود. استفاده از آن در دماهای ۶۰۰ تا ۹۰۰ درجه سلسیوس ممکن است باعث تردی فولاد شود. این گرید از فولاد برای کاربردهایی استفاده می‌شود که در آن هم بارگذاری‌های مکانیکی بالا و هم دماهای بالا وجود دارد. از کاربردهای متداول آن می‌توان به پایه‌های لوله‌ها در کوره‌ها، زنگوله ای بازپخت (Annealing Bell)، جعبه‌های سخت‌کاری و سمنت کاری، و دیگ‌های بازپخت (Annealing pot) اشاره کرد.[۲۲]
- ۳۰۹S و ۳۱۰S: به دلیل وجود درصدهای زیاد نیکل و کروم، این فولادها درجه بالاتری نسبت به ۴۸۲۸ دارند. فولاد 310S در کاربردهایی که سرمایش و گرمایش‌های متعدد و منقطع وجود دارند استفاده می‌شوند، چرا که لایه رسوب غیرفعال آن نسبت به 309S با قدرت چسبندگی بیشتری به سطح زیرین پیوند دارد. از هر دو گرید این فولادها برای ساخت سطوح فایرباکس‌ها، آسترهای داخلی کوره‌ها، دیواره‌های انحراف جریان داخل بویلرها (Baffle)، ترموول‌ها، هیترهای کابین هواپیما و آسترهای محفظه احتراق موتورهای جت استفاده می‌شود.[۲۲]
- فولاد زنگ‌نزن ۳۱۶ یک فولاد آستنیتی حاوی کروم-نیکل است که مولیبدن به آن افزوده شده است. این افزودنی مقاومت به خوردگی عمومی را افزایش می‌دهد، مقاومت به خوردگی حفره‌ای در محلول‌های کلریدی را بهبود می‌بخشد و در دماهای بالا استحکام بیشتری فراهم می‌کند. این فولاد دارای ویژگی‌های شکل‌دهی و جوشکاری عالی است. استحکام کششی فولاد ۳۱۶ حداقل ۵۱۵ مگاپاسکال، استحکام تسلیم حداقل ۲۰۵ مگاپاسکال، طول نسبی ۴۰٪ در ۵۰ میلی‌متر و سختی حداکثر ۹۵ HRB است. مزایای این فولاد شامل مقاومت برتر به خوردگی، به‌ویژه در برابر کلریدها و حلال‌های صنعتی دیگر، استحکام و دوام بیشتر در دماهای بالاتر، و مقاومت بهتر به خوردگی حفره‌ای و خوردگی در شکاف‌ها در محیط‌های کلریدی می‌باشد. کاربردهای آن در صنایع شیمیایی و پتروشیمی، تجهیزات فرآوری مواد غذایی، به‌ویژه در محیط‌های کلریدی، میزها و تجهیزات آزمایشگاهی، پانل‌های معماری ساحلی، و اتصالات قایق می‌باشد.
- فولاد زنگ‌نزن ۳۱۶L نسخه کم‌کربن فولاد ۳۱۶ است. حرف "L" نشان‌دهنده محتوای کم کربن است که به طور قابل‌توجهی خطر تشکیل کاربید در حین جوشکاری را کاهش می‌دهد. استحکام کششی فولاد ۳۱۶L حداقل ۴۸۵ مگاپاسکال، استحکام تسلیم حداقل ۱۷۰ مگاپاسکال، طول نسبی ۴۰٪ در ۵۰ میلی‌متر و سختی حداکثر ۹۵ HRB است. مزایای این فولاد شامل مقاومت عالی به خوردگی به‌ویژه در محیط‌های حاوی کلرید، مناسب بودن برای جوشکاری به دلیل محتوای کم کربن و کاهش خطر تشکیل کاربید، و خواص مکانیکی پایدار و مقاوم در برابر رسوب کاربید در مرز دانه‌ها است. کاربردهای فولاد ۳۱۶L شامل سازه‌های جوشکاری شده در صنایع مختلف، تجهیزات و دستگاه‌های داروسازی، صنایع تولیدی مواد غذایی و نوشیدنی، و سیستم‌های لوله‌کشی و مخازن تحت فشار می‌باشد.[۲۳]

### فولادهای زنگ‌نزن آهنی (Ferritic)
فولادهای ۱۱٪ کروم در ساخت اگزوز خودروها استفاده می‌شود. گریدهای ۱۷٪ کروم آن برای ساخت تجهیزات خانگی کاربرد دارد. گریدهای ۲۹٪ کروم آن مقاومت بسیار بالایی به خوردگی دارد و در آب‌های شور دریا کاربرد دارد.
- ۴۰۹: به دلیل راحتی در دسترس بودن و خواص ساخت و شکل دهی خوب آن منجمله جوشکاری راحت، از این فولاد به‌طور گسترده‌ای استفاده می‌شود. از کاربردهای دما بالای شناخته شده آن استفاده در سامانه‌های اگزوز خودروها است که در آن دمای فلز محفظه مبدل کاتالیتیک بیشتر از ۵۵۰ درجه سلسیوس است. از این فولاد همچنین در کانال‌های اگزوز و صداخفه‌کن‌های توربین‌های گاز (Silencer) استفاده می‌شود.[۲۲]
- ۴۳۰ و ۴۳۹: برای مبدل‌های حرارتی، تانکرهای آب گرم، کندانسورها و اجزای کوره‌ها استفاده می‌شود.[۲۲]
- ۴۴۶: در اجاق‌های صنعتی، دمنده‌ها، سامانه‌های اگزوز، اجزای کوره‌ها، جعبه‌های بازپخت و تف سنج‌ها (پیرومترها) استفاده می‌شود.[۲۲]

### فولادهای مارتنزیتی

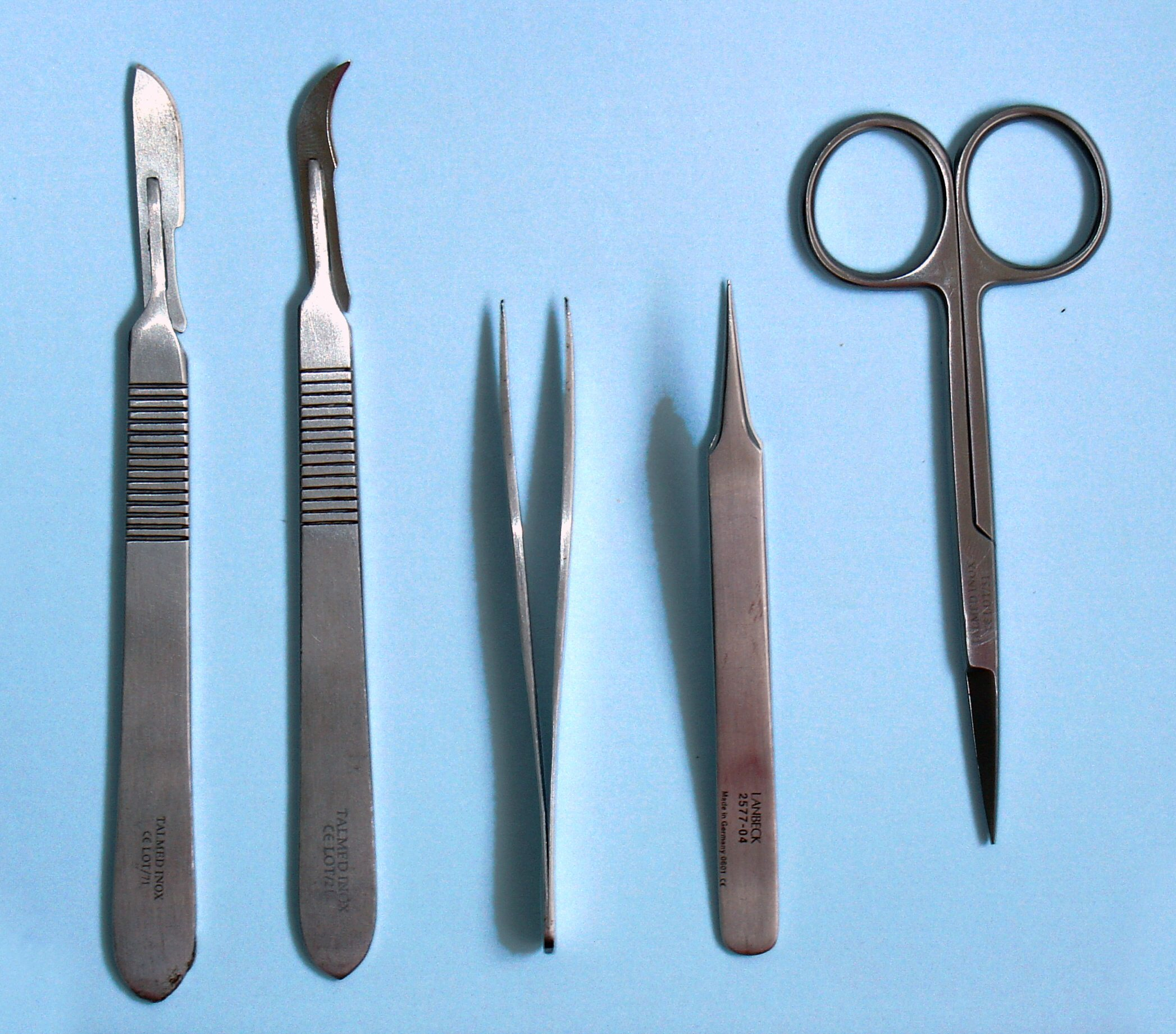
لوازم جراحی ساخته شده از فولاد زنگ‌نزن

مانند بسیاری از فولادهای ساده کربنی این فولادها در حالت کوئنچ شده و برگشت داده شده -که سختی مناسبی دارند- استفاده می‌شوند. بستگی به گرید مورد استفاده از این دسته فولادها برای ساخت تجهیزات آشپزخانه و لوازم جراحی استفاده می‌شود.
- ۴۱۰: گونه‌ای فولاد کاربرد عمومی است که برای شیرهای صنعتی بخار، شفت پمپ‌ها، پیچ‌ها (Bolts) و اجزای مختلفی که نیاز به مقاومت خوردگی و استحکام متوسط در دماهای کاری تا ۵۰۰ درجه سلسیوس دارند.[۲۲]

### فولاد زنگ‌نزن دوپلکس
معروف‌ترین گرید آن ۱٫۴۴۶۲ یا AISI 318LN با ترکیب شیمیایی ۰٫۰۲٪ کربن - ۲۲٪ کروم - ۵٫۵٪ نیکل - ۳٪ مولیبدن، می‌باشد که اصلی‌ترین کاربرد آن در ساخت تجهیزات کارخانجات کاغذ و شیمیایی و تجهیزات روی آب دریا است.

## مقاومت به خوردگی

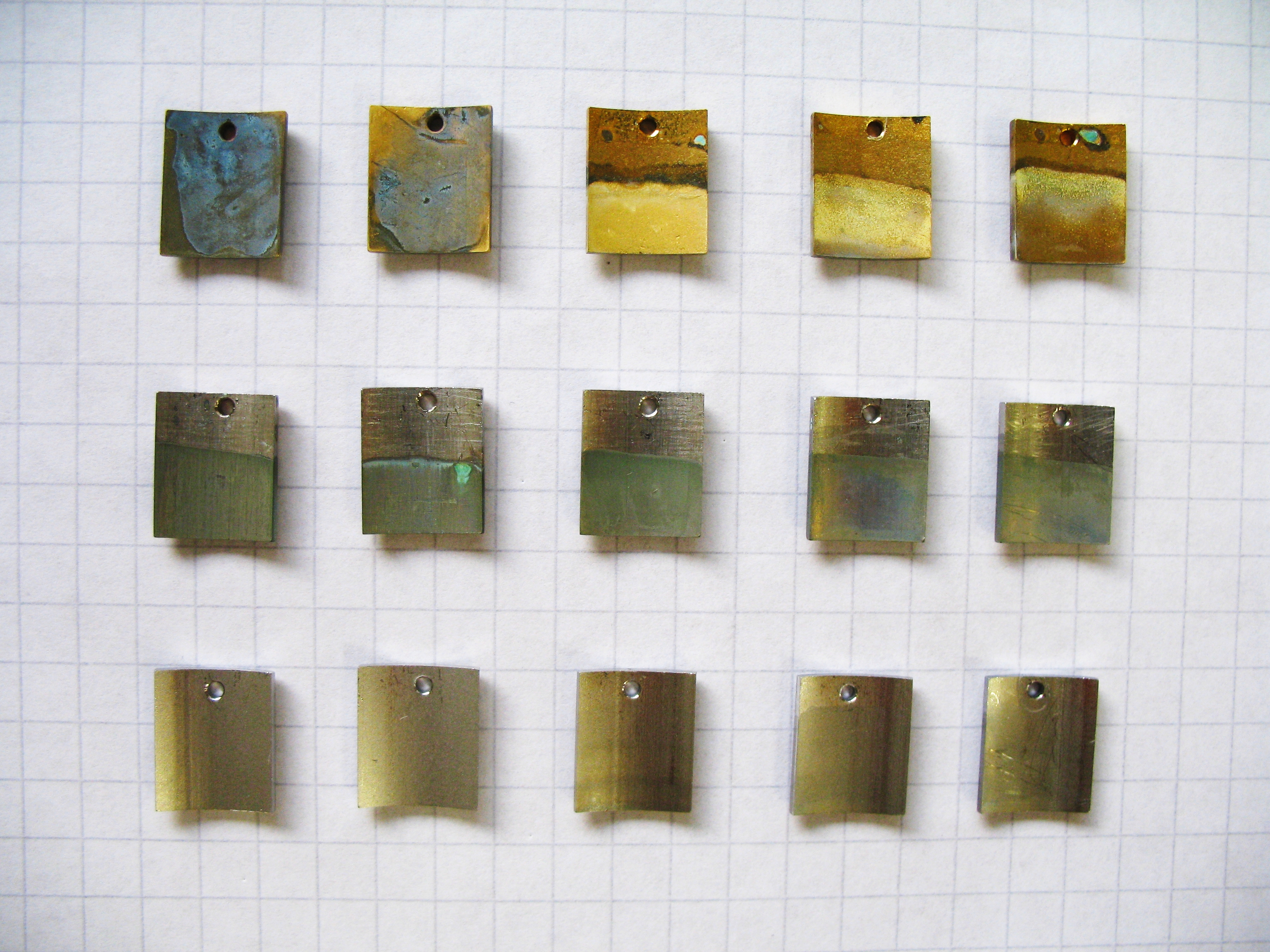
فولادهای زنگ‌نزن (ردیف پایین) تحمل بیشتری در مقابل خوردگی نسبت به آلیاژهای مس-نیکل (ردیف وسط) و آلیاژهای آلومینیوم-برنز (ردیف بالا) در آب-نمک از خود نشان می‌دهند.

فولاد زنگ‌نزن برخلاف فولاد کربنی وقتی که در معرض محیط‌های مرطوب قرار می‌گیرد دچار خوردگی یکنواخت نمی‌شود. فولادهای کربنی محافظت نشده در هنگام ترکیب با هوا و رطوبت به راحتی زنگ می‌زنند. لایه اکسید آهن سطحی (زنگ) متخلخل و شکننده است. از آنجایی که اکسید آهن حجم بزرگتری نسبت به فولاد اصلی را اشغال می‌کند، این لایه گسترش می‌یابد و تمایل به لایه برداری دارد و باعث حمله بیشتر به لایه‌های زیرین فولاد می‌شود. در عوض، فولادهای زنگ‌نزن دارای کروم کافی برای غیرفعال شدن هستند. این پدیده در صورت قرار گرفتن در معرض اکسیژن موجود در هوا یا آب، خود به خود اتفاق می‌افتد و باعث ایجاد یک لایه نازک از اکسید کروم خنثی روی سطح می‌شود. این لایه نازک غیرفعال با مسدود کردن مسیر اکسیژن به سطح فولاد از خوردگی آن جلوگیری می‌کند و باعث می‌شود که خوردگی به قسمت داخلی فلز نرسد. این لایه نازک در صورت خراشیده شدن یا از میان رفتن (به دلیل قرار گرفتن موقتی در شرایط شدیدتر از میزان حد تحمل خوردگی)، خود را تعمیر می‌کند.
مقاومت این لایه به خوردگی بستگی به ترکیب شیمیایی فولاد زنگ‌نزن، به ویژه درصد کروم دارد. خوردگی فولاد زنگ‌نزن می‌تواند زمانی رخ دهد که درجه یا گرید آن برای محیط کاری مناسب نباشد.

### خوردگی یکنواخت
این خوردگی تنها در فولادهای زنگ‌نزن درحالت فعال رخ می‌دهد. به عبارتی زمانی‌که روی فولاد لایه اکسید غیرفعال وجود نداشته باشد. داده‌های مربوط به خوردگی یکنواخت در جداولی گردآوری می‌شود که واکنش فولادهای زنگ‌نزن را در محیط‌های اسیدی مختلف جمع‌آوری می‌کند. از جداول خوردگی برای انتخاب صحیح گریدهای فولادهای زنگ‌نزن می‌توان استفاده کرد.

### خوردگی ناحیه‌ای
چهار گونه خوردگی ناحیه‌ای برای فولادهای زنگ‌نزن در نظر می‌گیرند:
- خوردگی حفره‌ای (Pitting)

- خوردگی شیاری (Crevice Corrosion)

- خوردگی بین‌دانه‌ای (Intergranular Corrosion)
- ترک برداشتن ناشی از تنش و خوردگی (Stress corrosion cracking)

#### خوردگی حفره‌ای (Pitting)

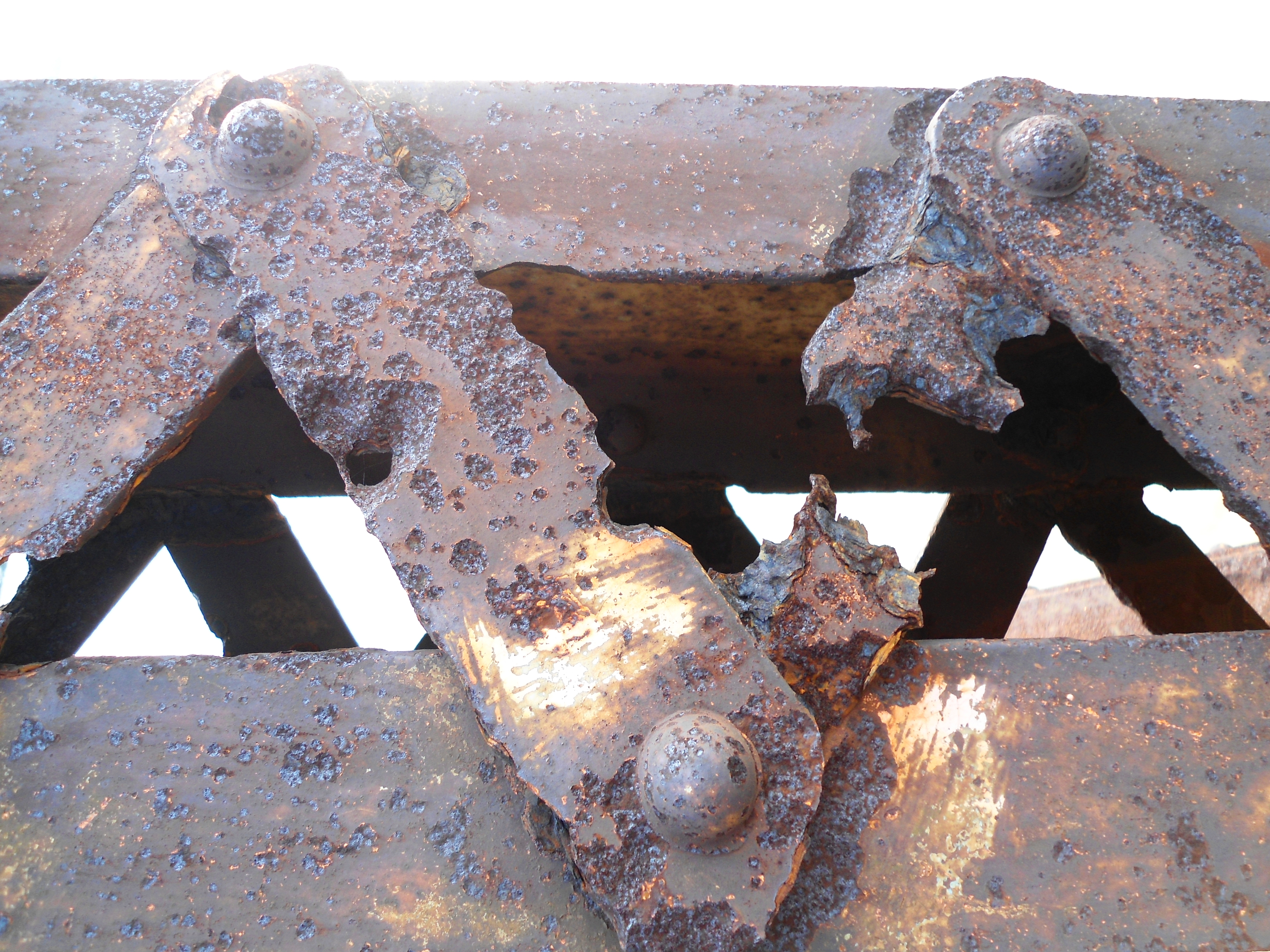
خوردگی حفره ای بر روی قسمتی از یک پل آهنی

این گونه خوردگی تنها در نواحی کوچکی از فولاد رخ می‌دهد و باقی سطوح توسط لایه غیرفعال محافظت می‌شوند. در برخی نواحی لایه غیرفعال ممکن است از میان برود و اگر این لایه خودش را ترمیم نکند خوردگی رخ می‌دهد و ممکن است به یک سوراخ کامل ختم شود.
برای مرتبط کردن ترکیب شیمیایی فولادها به مقاومت به خوردگی حفره‌ای آن‌ها در محلول‌های دارای کلراید، از رابطه‌ای تجربی به نام عدد PREN که مخفف عبارت Pitting Resistance Equivalent Number می‌باشد استفاده می‌گردد. این عدد برای فولادهای آستنیتی و دوپلکس به این صورت تعریف می‌شود:
PREN= Cr+3.3(Mo+0.5W) +16N
که در آن Cr بیانگر کروم، Mo مولیبدن، W تنگستن و N نیتروژن بر حسب درصد جرمی می‌باشد.

#### خوردگی شیاری (Crevice Corrosion)

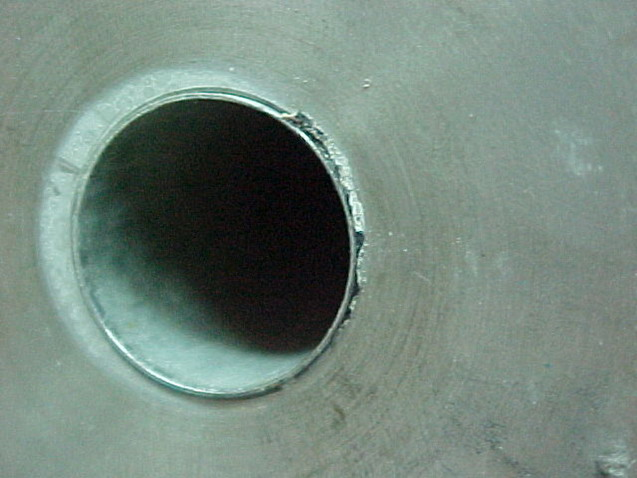
خوردگی شیاری در فولاد ۳۱۶

این گونه خوردگی همان‌طور که از اسمش پیداست درون شیارها و شکاف‌ها یا فضاهای بسته اتفاق می‌افتد. این نواحی باعث جمع شدن اسیدها و از میان رفتن لایه غیرفعال شده و در نتیجه باعث خوردگی می‌شود. وقتی PH اسید به مقداری بحرانی (Depassivation PH) می‌رسد خوردگی آغاز می‌شود. از مقدار Depassivation PH برای تعیین مقاومت یک آلیاژ در محیط‌های خورنده استفاده می‌شود. هر چه این مقدار کمتر باشد مقاومت به خوردگی بیشتر است.

#### خوردگی بین‌دانه‌ای (Intergranular Corrosion)

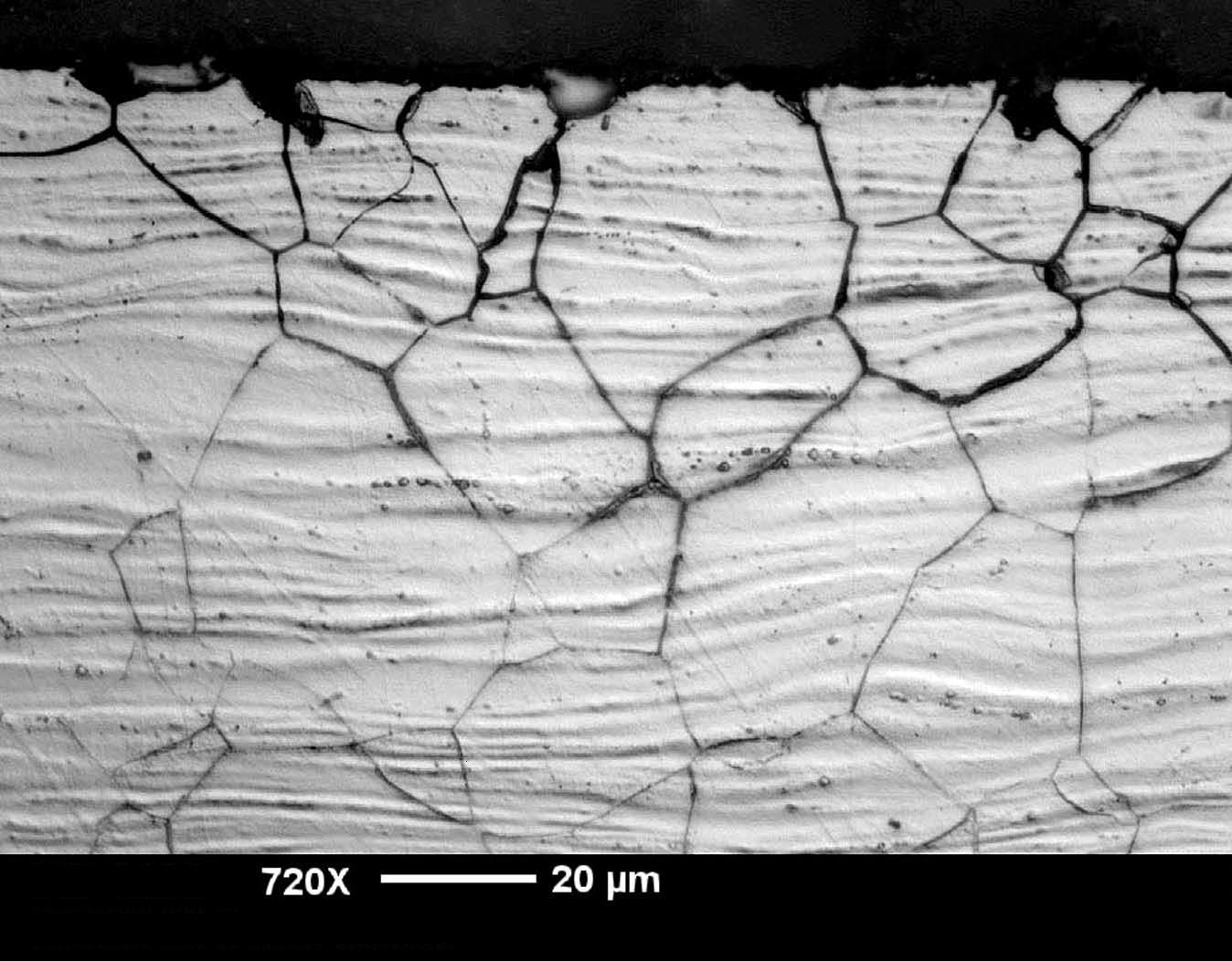
نمایش میکروسکوپی یک برش پرداخت و صیقل شدهٔ فولاد که مورد حملهٔ خوردگی بین‌دانه‌ای قرار گرفته‌است.

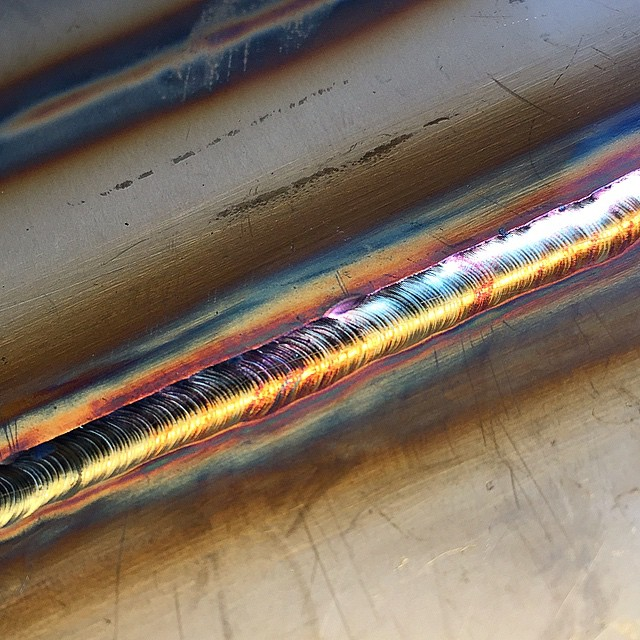
ناحیه متأثر از گرما یا HAZ بر روی یک فولاد زنگ نزن در اطراف ناحیه جوشکاری با تغییر رنگ محسوس قابل مشاهده است.

برخی از فولادها اگر تا دماهای ۵۰۰ تا ۸۰۰ درجه سلسیوس گرم شوند، مرز دانه‌ها می‌تواند «حساس» شده و ممکن است توسط سیال خورنده مورد حمله قرار گیرند. این پدیده معمولاً در هنگام جوشکاری و در ناحیه متأثر از گرما یا HAZ رخ می‌دهد.
در دماهای بالا (۵۰۰ تا ۸۰۰ درجه سلسیوس)، کروم در داخل محلول جامد به صورت یکنواخت توزیع می‌شود و اگر یک فولاد زنگ‌نزن آستنیتی از دمای بالا به سرعت خنک‌شود (کوئنچ شود)، کروم تمایل دارد به صورت یکنواخت در محلول جامد باقی بماند. اما اگر همین فولاد به آهستگی خنک شود، اتم‌های کروم تمایل دارند با اتم‌های کربن ترکیب شوند و در کنار مرز دانه‌ها «کاربید کروم» شکل خواهد گرفت. اطراف این نواحی به اندازه کافی کروم نخواهند داشت و هر جایی که کروم کم باشد، مقاومت به خوردگی نیز کم خواهد بود. به این پدیده «حساس‌سازی» یا «Sensitisation» می‌گویند.

#### ترک ناشی از تنش و خوردگی (Stress corrosion cracking)
ترک ناشی از تنش و خوردگی فرایندی است که در آن تنش‌های مکانیکی ناشی از بارگذاری و محیط خورنده به‌طور همزمان باعث شکل گرفتن ترک‌هایی در جسم می‌شوند. این ترک‌ها ممکن است پس از مدت زیادی قرار گرفتن در معرض سیال خورنده شکل بگیرند ولی با سرعت زیاد رشد کنند و باعث شکست ناگهانی قطعه شوند. فولادهای فریتی در مقابل این پدیده بسیار مقاوم‌اند.

### خوردگی دما بالا

#### اسیدها
محلول‌های اسیدی را می‌توان به دو دسته کلی تقسیم کرد: اسیدهای کاهنده مانند: هیدروکلریک اسید و اسید سولفوریک رقیق و اسیدهای اکساینده مانند: اسید نیتریک و اسید سولفوریک غلیظ. افزایش درصد کروم و مولیبدن باعث افزایش مقاومت به اسیدهای کاهنده می‌شود، درحالی‌که افزایش درصد کروم و سیلیسیم مقاومت بیشتری به اسیدهای اکساینده می‌دهد.
اسید سولفوریک یکی از بزرگ‌ترین مواد شیمیایی صنعتی تولیدی است. در دمای اتاق، فولاد گونه ۳۰۴ تنها دربرابر اسید ۳٪ مقاومت دارد، درحالی‌که فولاد گونه ۳۱۶ به اسید ۳٪ تا ۵۰ درجه سلسیوس و اسید ۲۰٪ در دمای اتاق مقاوم است؛ به همین دلیل فولاد گونه ۳۰۴ به ندرت در تماس با اسید سولفوریک استفاده می‌شود. فولادهای گونه 904L و Alloy 20 دربرابر اسید سولفوریک در غلظت‌های بالاتر از دمای اتاق مقاوم اند.
اسید سولفوریک غلیظ دارای ویژگی اکساینده ای مانند اسید نیتریک است و در نتیجه در این محیط‌ها فولادهای زنگ‌نزن سیلیسیم دار کاربرد دارند. هیدروکلریک اسید به هر گونه فولاد ضدزنگ آسیب می‌رساند و باید اجتناب شود. همه انواع فولادهای زنگ‌نزن دربرابر حمله اسید فسفریک و اسید نیتریک در دمای اتاق مقاومت می‌کنند. در غلظت‌های بالاتر و افزایش درجه حرارت حمله رخ می‌دهد و فولاد ضدزنگ آلیاژ بالاتری باید انتخاب شود.

#### بازها
فولادهای ضدزنگ گونه ۳۰۴ و ۳۱۶ با هیچ‌یک از بازهای ضعیف مانند آمونیوم هیدروکسید، حتی در غلظت‌های بالا و در دماهای بالا، تحت تأثیر قرار نمی‌گیرند. این فولادها در معرض بازهای قوی مانند سدیم هیدروکسید در غلظت‌های بالا و درجه حرارت بالا، ممکن است به مقداری لایه برداری و ترک خوردگی دچار شوند. افزایش درصد کروم و نیکل باعث افزایش مقاومت می‌شود.

### خوردگی گالوانیک

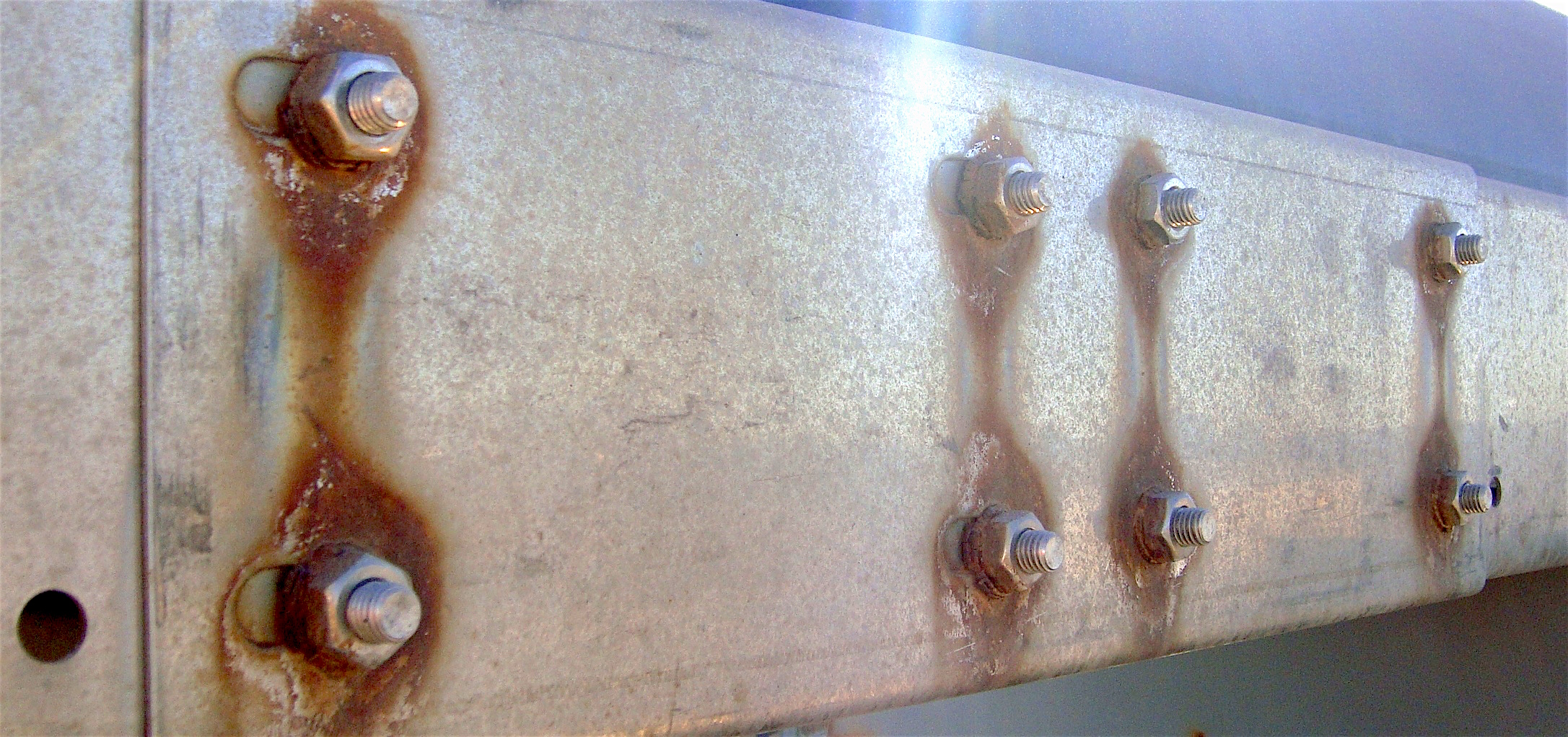
خوردگی گالوانیک در اثر اختلاف در شاخص آندی پیچ‌هایی از جنس فولاد زنگ‌نزن و ورق فولادی گالوانیزه

الزامات طراحی پیچیده باعث ترکیب فلزات مختلف در کنار یکدیگر می‌شود. در شرایط خاصی، این استفاده از فلزات در تماس با یکدیگر می‌تواند باعث خوردگی یکی از فلزات مورد استفاده شود. به این پدیده، خوردگی گالوانیک گفته می‌شود و در آن دو فلز مختلف یک جفت گالوانیک تشکیل می‌دهند. در اکثر کاربردهای عملی، فولاد زنگ‌نزن پتانسیل خوردگی مثبت بیشتری دارد، در نتیجه احتمال خوردگی بیشتر در فلز جفت شده با آن می‌باشد.
مطالعات و پژوهش بسیار زیادی در زمینه رفتار و سازگاری ترکیبات مختلف در رابطه با خوردگی گالوانیک در شرایط مختلف انجام شده‌است که شامل فولاد زنگ‌نزن نیز می‌باشد. استاندارد DIN 50919 یکی از منابعی است که برای مطالعه رفتار خوردگی گالوانیک ترکیبات مختلف موجود است.
در حالت کلی می‌توان گفت که میان گریدهای مختلف فولادهای زنگ‌نزن در تماس با یکدیگر خوردگی گالوانیک رخ نمی‌دهد چرا که پتانسیل خوردگی آزاد هر دو جفت یکسان است.

## انواع کیفیت و پرداخت سطح

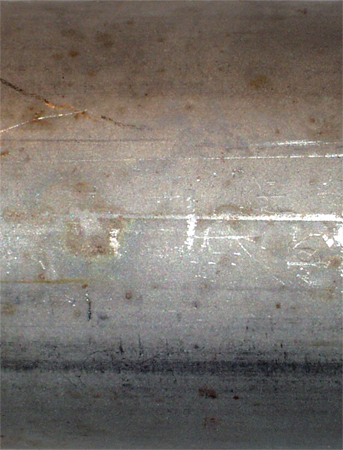
سطح فولاد زنگ‌نزن صیقل‌کاری نشده، پرداخت نورد

برای رسیدن به کیفیت و حد پرداخت استاندارد نورد به‌طور مستقیم می‌توان از غلتک‌ها و ساینده‌های مکانیکی استفاده کرد. نخست فولاد برای رسیدن به ضخامت مورد نظر از داخل نورد عبور می‌کند و سپس فرایند بازپخت برای رسیدن به خواص مکانیکی مطلوب انجام می‌شود. اکسیدی که روی سطح تشکیل می‌شود (رسوب نورد) با اسیدشویی حذف می‌شود و یک لایه غیرفعال بر روی سطح ایجاد می‌شود.

## فولاد زنگ‌نزن در دماهای بالا
از فولادهای زنگ‌نزن علاوه بر کاربردهای مقاوم دربرابر خوردگی رطوبتی، در محیط‌های دما بالا که فولادهای کربنی و کم آلیاژ مقاومت به خوردگی یا استحکام مناسب ندارند نیز استفاده می‌شود.
در کاربردهای دمابالا معمولاً عوامل زیر مدنظر است:
- استحکام خزشی بالا (و/یا چقرمگی)
- مقاومت مناسب دربرابر اکسایش و همچنین خوردگی ناشی از دمای بالا
- ریزساختار پایدار
- مقاومت مناسب در مقابل خوردگی سایشی

### نقش عناصر آلیاژی مختلف
- کروم: نقش کروم بیشتر در دماهای بالای ۵۰۰ درجه سلسیوس مشخص می‌شود. این عنصر باعث شکل گرفتن یک لایه اکسید غنی از کروم مقاوم بر روی سطح می‌شود که از رسیدن بیشتر اکسیژن به لایه‌های زیرین و در نتیجه زنگ‌زدگی جلوگیری می‌کند.
- سیلیکون و آلومینیوم: نقش سیلیکون و آلومینیوم مشابه نقش کروم است. اگر این عناصر به اندازه کافی در سطح موجود باشند می‌توانند باعث شکل گرفتن لایه‌های SiO2 و Al2O3 در سطح شوند. برای شکل گرفتن بیشتر این لایه‌ها مقدار کمی از عناصر فلزی کم‌یاب کره زمین مانند سریم یا لانتانوم می‌تواند بسیار کمک‌کننده باشد.
- نیکل: نیکل باعث افزایش چقرمگی، استحکام دمابالا و افزایش مقاومت در مقابل کربوریزه شدن و نیتریده شدن می‌شود.
- نیتروژن و کربن: باعث افزایش استحکام خزش می‌شوند.
- مولیبدن: باعث افزایش استحکام ترکیدگی ناشی از خزش می‌شود.
- تیتانیوم: درصد کمی تیتانیوم، در حدود ۰٫۳ تا ۰٫۷ درصد، می‌تواند در فولادهای آستنیتی باعث افزایش استحکام شود. در مورد نیوبیوم نیز این مورد صادق است.
- بور: بور در غلظت‌های بسیار پایین، در حدود ۰٫۰۰۲ درصد باعث افزایش استحکام ترکیدگی ناشی از خزش می‌شود.

### نقش میکرو ساختار[۲۲]
نقش ریزساختار به اندازه ترکیب شیمیایی برای مقاومت در دماهای بالا چندان مهم نیست اما انتخاب صحیح آن نیز بی تأثیر نیست.
- فولادهای فریتی: برای اکثر فولادهای فریتی بیشینه دمای کاری ثابت ۲۵۰ درجه سلسیوس است چرا که این فولادها در دمای ۴۷۵ درجه سلسیوس دچار تردی می‌شوند. این نکته در مورد فولادهای زنگ‌نزن کروم پایین ۱۰٫۵ تا ۱۲٫۵ درصد چندان مهم نیست و دما می‌تواند برخی اوقات به ۵۷۵ درجه سلسیوس نیز برسد. فولادهای زنگ‌نزن با درصد آلیاژ بالا با درصد کروم ۲۳ تا ۲۷ درصد، در دماهای بالا مقاومت به خوردگی فوق‌العاده ای از خود نشان می‌دهند. روتور توربین‌های بخار از فولادهای زنگ‌نزن مارتنزیتیک که مناسب برای دماهای بالا است ساخته می‌شود.

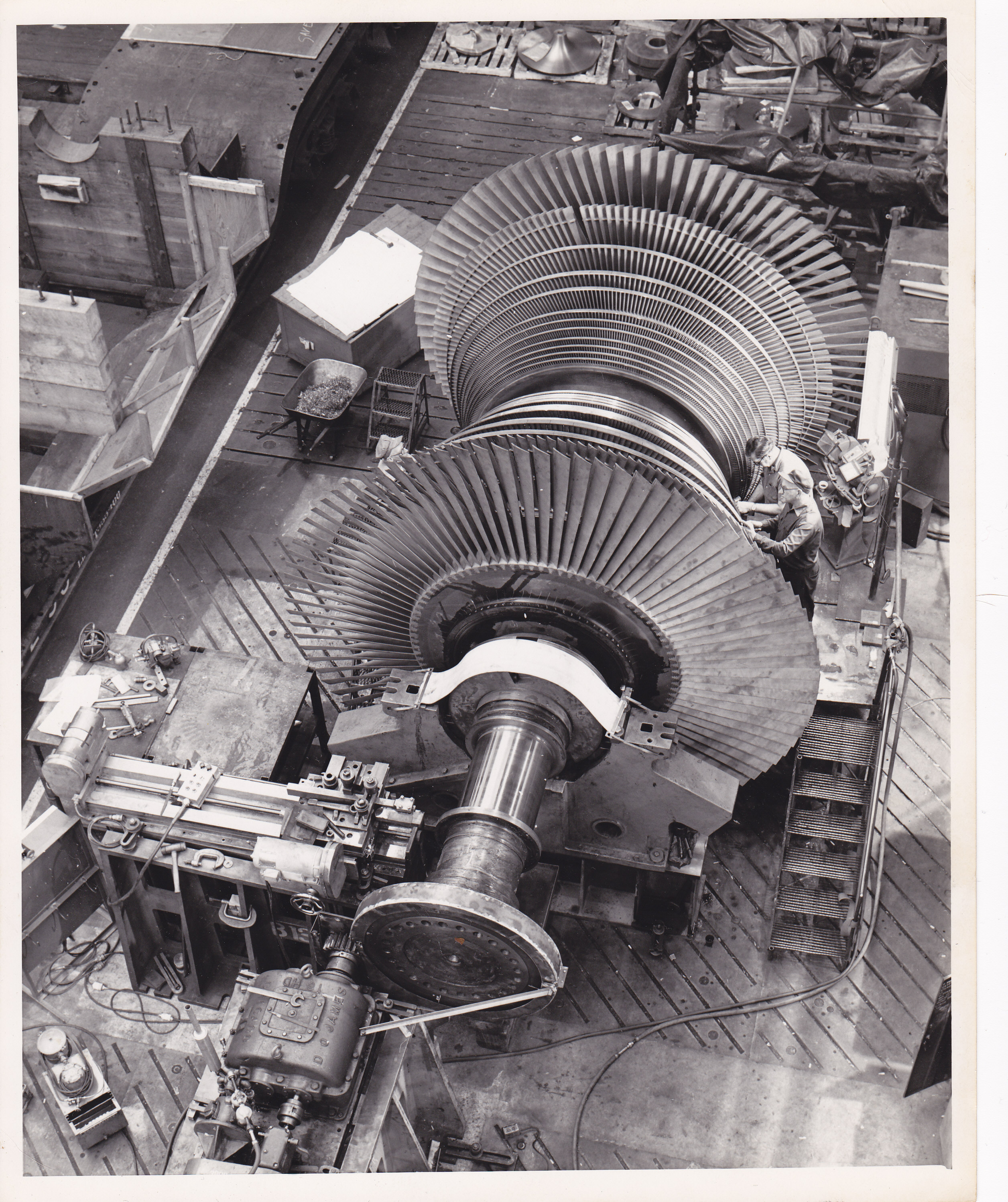
روتور توربین‌های بخار از فولادهای زنگ‌نزن مارتنزیتیک که مناسب برای دماهای بالا است ساخته می‌شود.

- فولادهای مارتنزیتی: در استاندارد EN 10088-1 و EN 10302 فولادهای زنگ‌نزن مارتنزیتی در رده فولادهای مقاوم به خزش قرار گرفته‌اند. با این حال به دلیل اینکه سطح کروم آن‌ها آن‌چنان بالا نیست (حداکثر ۱۲٫۵٪) این فولادها جرو فولادهای مقاوم به گرما نیستند و تنها در جاهایی استفاده می‌شوند که نیاز به استحکام نهایی بالا، استحکام خزش و خستگی بالا، به علاوه مقاومت مناسب دربرابر خوردگی مد نظر باشد و بیشینه دما ۶۵۰ درجه سلسیوس باشد از آن‌ها استفاده می‌شود. از فولادهای مارتنزیتی کم کربن و کربن-متوسط عموماً در توربین‌های بخار، موتورهای جت و توربین‌های گاز استفاده می‌شود.
- فولادهای آستنیتی: این فولادها در کنار آلیاژهای پایه-نیکل بهترین ترکیب مقاومت به خوردگی دما-بالا و استحکام مکانیکی دما-بالا را ارائه می‌دهند. در کاربردهای دما بالا، فولادهای زنگ‌نزن آستنیتی دما-بالا اصلی‌ترین انتخاب هستند.
- فولادهای دوپلکس: استحکام تسلیم آن‌ها در محدوده ۵۵۰ تا ۶۹۰ مگاپاسکال در حالت بازپخت شده‌است که به‌طور چشمگیری بیشتر از فولادهای فریتی و آستنیتی است. با این حال استفاده از این فولادها در دماهای بالا به دلیل تردی و افت شدید استحکام مکانیکی پیشنهاد نمی‌شود. بیشینه دمای کاری آن‌ها معمولاً ۳۰۰ درجه سلسیوس است.
- فولادهای پیر سخت شده: این فولادها آلیاژهای کروم-نیکل هستند که در حالت سخت شده برای دماهای بالای ۴۲۵ درجه سلسیوس به دلیل افت شدید استحکام توصیه نمی‌شوند.

### خواص مکانیکی در دمای بالا
استحکام مواد در دماهای بالا مانند استحکام آن‌ها در دمای اتاق آزمایش نمی‌شود. در دماهای بالا مهم‌ترین خواص مکانیی خزش و استحکام ترکیدگی (شکست یا پارگی ناگهانی) است. در دماهای معمولی و اتاق اگر یک قطعه زیر تنش تسلیم تحت کشش قرار بگیرد می‌تواند تا بینهایت بدون تغییر باقی بماند اما در دماهای بالا این قطعه آغاز به کش آمدن بدون وقفه می‌کند تا زمانی که از هم گسسته شود. سرعتی که فلز کش می‌آید را نرخ خزش می‌نامند. استحکام مکانیکی مواد در دماهای بالا را بر اساس خزش می‌سنجند یعنی توان ماده به مقاومت دربرابر تغییر شکل در طول زمان در یک دمای بالا.

## فولاد زنگ‌نزن در دماهای کرایوژنیک
در دماهای بسیار پایین فولادهای فریتی، مارتنزیتی و دوپلکس تمایل به ترد شدن پیدا می‌کنند، اما فولادهای آستنیتی استحکام خود را در دماهای پایین حفظ می‌کنند. فولادهای زنگ‌نزن آستنیتی را می‌توان «فولادهای کرایوژنیک» طبقه‌بندی کرد. از میان فولادهای زنگ‌نزن آستنیتی برخی به صورت گسترده‌ای در تجهیزاتی که در دماهای زیر صفر کار می‌کنند استفاده می‌شوند. این دماها می‌تواند حتی به دمای جوش هلیوم یعنی منفی ۲۶۹ درجه سلسیوس نیز برسد. پرکاربردترین فولادهای زنگ‌نزن در کاربردهای کرایوژنیک (دماهای مادون سرد) فولادهای ساخته شده (wrought steels) آستنیتی ۳۰۴ و 304L هستند، درحالی‌که استفاده از فولادهای ۳۱۶ یا 316L و ۳۲۱ و ۳۴۷ نیز در صورت در دسترس بودن متداول است. برای کاربرد در دماهای زیر ۲۰۰ درجه سلسیوس معمولاً از انواع پایدار-نشده (non-stabilized) استفاده می‌شود.